# 隐贤镇
隐贤镇，是中华人民共和国安徽省六安市寿县下辖的一个乡镇级行政单位。

## 行政区划
隐贤镇下辖以下地区：
隐贤街道社区、太平街道社区、青龙村、姚集村、许圩村、郝岗村、大树村、牌坊村、包公村和姚祠村。